# 木曽山脈
木曽山脈（きそさんみゃく）は、本州の中央部を長野県の木曽谷と伊那谷に跨って南北に連なる、木曽川と天竜川に挟まれた山脈である。通称中央アルプスとも呼ばれ、飛驒山脈（北アルプス）、赤石山脈（南アルプス）と共に日本アルプスと呼ばれることもある。

## 概要
伊那谷断層帯（伊那谷）と木曽山脈西縁断層帯（木曽谷）の間に連なる隆起山脈である。飛驒山脈（北アルプス）や赤石山脈（南アルプス）とともに日本アルプスを構成するが相対的には規模が小さい。最高峰は木曽駒ヶ岳の2,956mで、長野県歌「信濃の国」の歌詞にも出てくる。
木曽山脈の主稜線は、三河高原、尾張丘陵及び知多丘陵を経て知多半島最南端の羽豆岬まで連なっている。東麓には主稜線から続く山麓斜面があり天竜川右岸に発達する扇状地につながっている。西麓には扇状地はあまり発達していない。愛知用水は木曽山脈西側を流れる木曽川から取水している。
木曽山脈の谷は深く、八百八谷と言われている。流れ出た川は与田切川・太田切川など○○田切川といった名前が多い。これらの川が谷幅が広がった地域に出ると土砂を堆積させ、扇状地を形成した。そこの地形を田切地形と読んでいる。田切地形の中を流れる川だから○○田切川と名付けられたのであるが、成因から言うと逆である。伊那地方の天竜川の支流に多く見られる。
地質は北部の経ヶ岳を中心とする地域では、中生代ジュラ紀堆積岩（付加体）起源の変成岩分布域（美濃帯）である。木曽駒ヶ岳周辺から南の地域は中生代白亜紀の花崗岩分布域である。

### 木曽山脈の範囲
木曽山脈の範囲については諸説ある。
富樫均・佐藤繁『長野県の10の山域とその地質の比較』では「地形と地質の連続性から北縁は辰野町の中央本線小野駅付近、南縁は清内路村の下清内路付近まで」の山域としている。
南の範囲（最南端）については、大川入山とする説があり、経ヶ岳から大川入山までの全長約65kmとする考え方がある。
一方、最南端を恵那山とする説もある。中央アルプス山岳観光協議会「国定公園中央アルプス」では、経ヶ岳を最北端、恵那山を最南端としており、中央アルプスの説明でその距離を「南南西におよそ100キロメートル」としている。
木曽山脈と御嶽山との間には、日本の代表河川である木曽川が流れており、御嶽山は明らかに木曽山脈の山ではないが、登山ガイドブック等で木曽山脈の情報量が少ないために、便宜上、御嶽山を木曽山脈と共に掲載している例が多々見受けられる。本来は「木曽山脈・御嶽山」と題して紹介されるべきであるが、単に「木曽山脈」と題されているガイドブックも多いため、御嶽山及びその周辺の御嶽山系を木曽山脈の一部の山であると誤認している人もいる。

### 国定公園への指定
飛驒山脈は中部山岳国立公園に、赤石山脈は南アルプス国立公園に指定され、国立公園として自然の保全が図られているが、木曽山脈は国定公園にさえ指定されていなかった。隣の御嶽山も同様の扱いで、これは木曽ヒノキを主とする林業に配慮したものである。ただしその下のレベルでは、木曽山脈県立公園として長野県の県立自然公園には指定されていた。令和2年3月27日、自然公園法に基づき国内57カ所目となる中央アルプス国定公園に指定された。
南部の恵那山の岐阜県側は、胞山県立自然公園に指定されている。

## 植生
木曽駒ヶ岳の濃ヶ池、宝剣岳の千畳敷カールと極楽平、三ノ沢岳、南駒ヶ岳の摺鉢窪カールなど東面に圏谷（カール）が広がる。その圏谷は、大規模な高山植物の群生地となっている。飛騨山脈や赤石山脈と同様、海抜1,500-1,600m前後までが山地帯（落葉広葉樹林）、1,500-1,600mから2,500m前後までが亜高山地帯（亜高山帯針葉樹林）、それ以上が森林限界のハイマツ帯・高山植生となっている。昭和30年代までは、木曽駒ヶ岳から空木岳にかけてのハイマツ帯にはライチョウが生息が確認されていたが、その後、木曽山脈からは絶滅したとされている。将棊頭山から仙涯嶺にかけての稜線には、木曽山脈の高山帯の固有種であるコマウスユキソウが自生している。

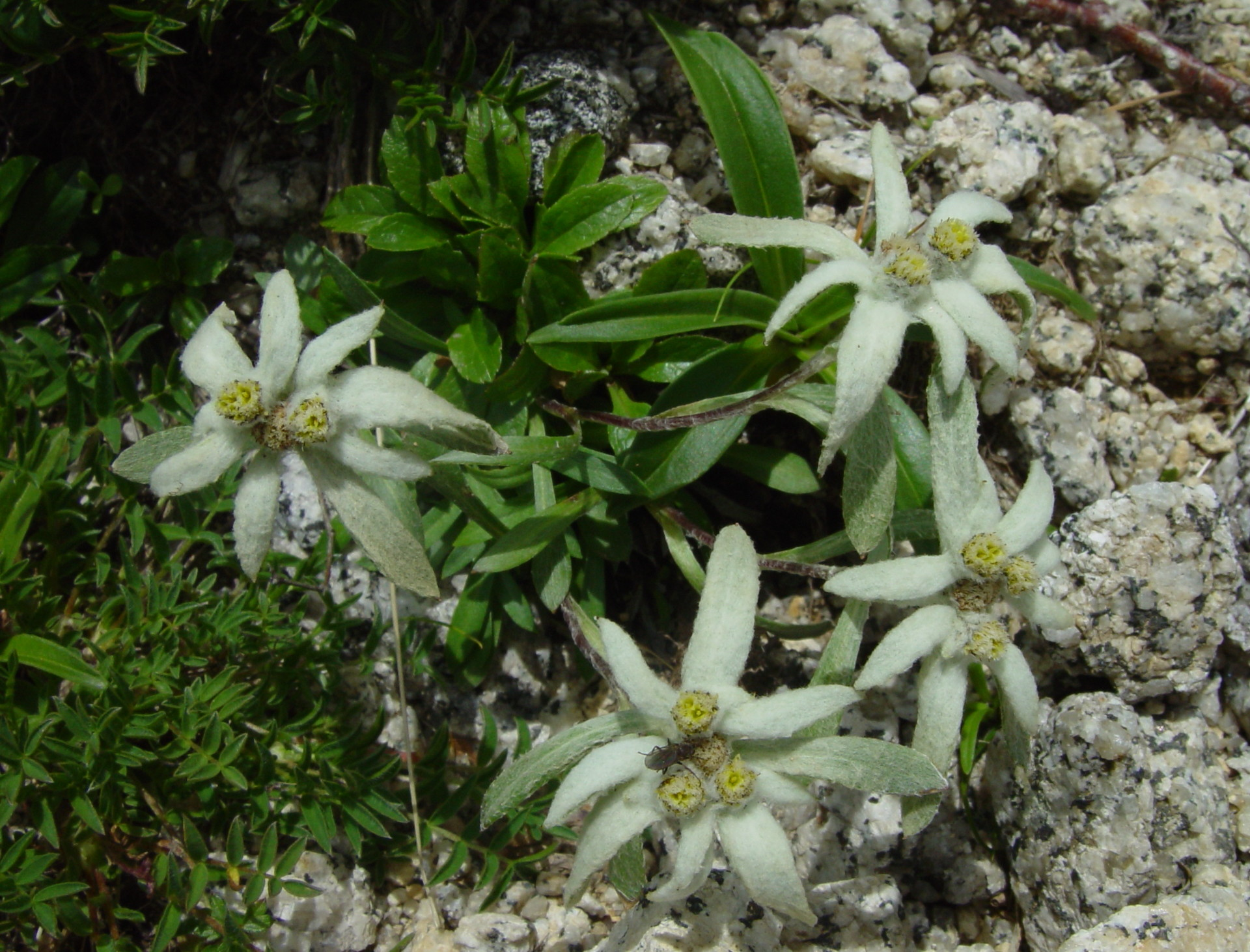
コマウスユキソウ （木曽駒ヶ岳の固有種）
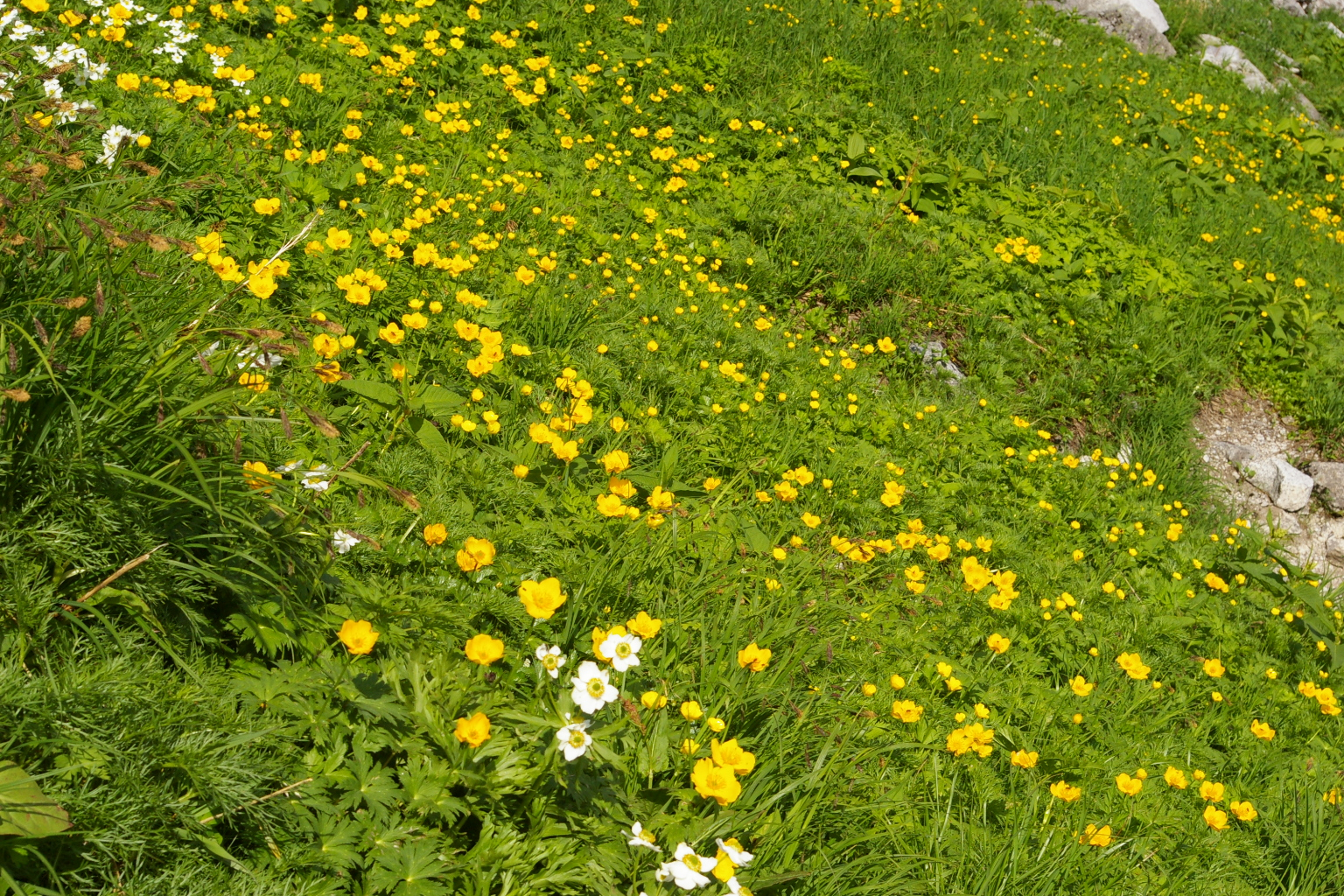
シナノキンバイとハクサンイチゲ 千畳敷カールの高山植物
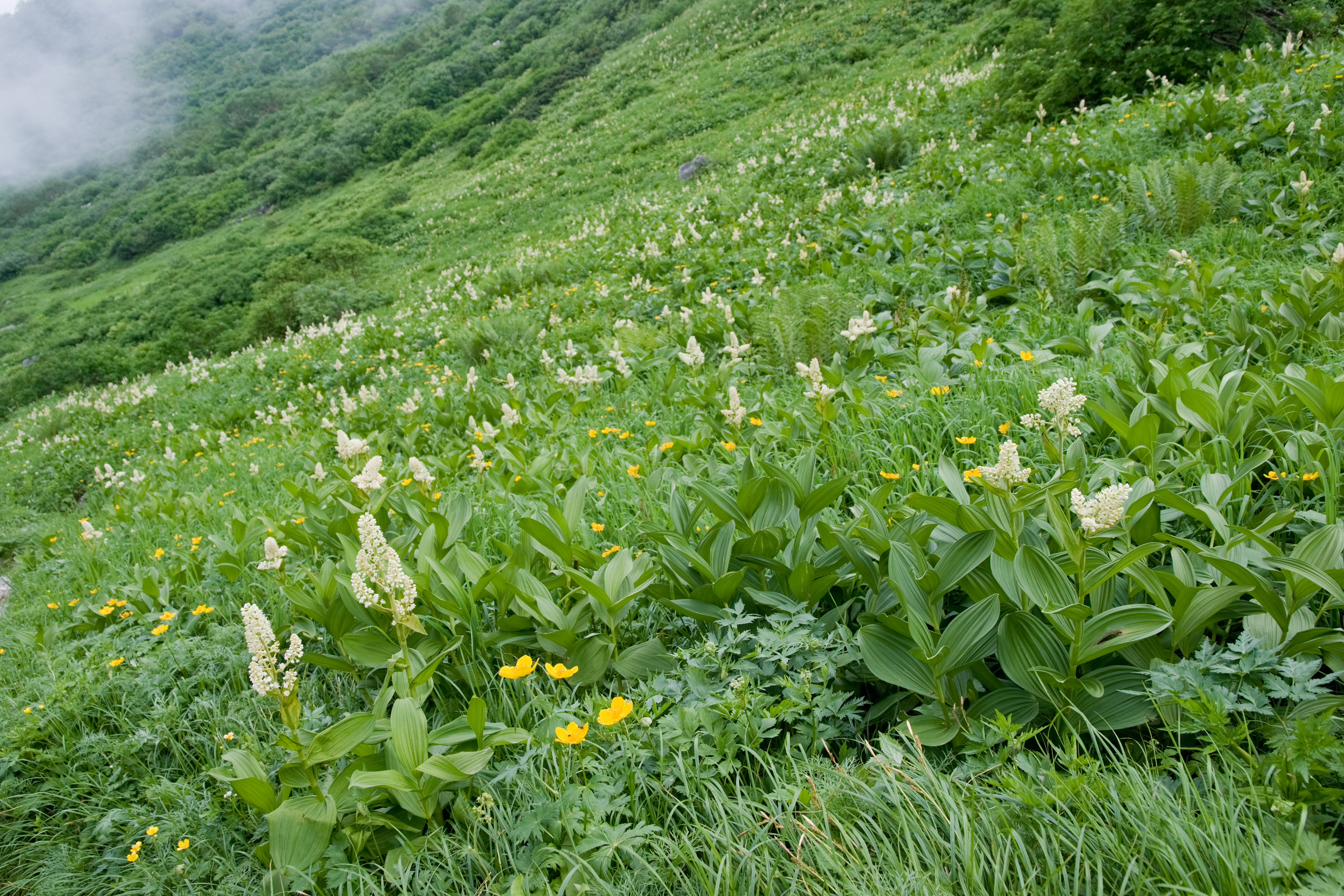
コバイケイソウとシナノキンバイ 摺鉢窪カールのお花畑

## 登山と観光
江戸時代には山岳信仰の対象となっていた木曽駒ヶ岳は、1891年（明治24年）にウォルター・ウェストンが登頂してから近代登山が始まった 。木曽駒ヶ岳山頂周辺に山小屋が建設され登山道が整備され、昭和に入ると登山者が増加した。1967年（昭和42年）7月に、駒ヶ岳ロープウェイ開通に伴い、ロープウェイの終点の千畳敷や木曽駒ヶ岳に多くの登山者や観光客が訪れるようになった。越百山より北側には登山シーズン中に営業を行う有人の山小屋がある。登山道上にあるキャンプ指定地は、駒ヶ岳頂上山荘の1箇所のみである。越百山より南部には、富士見台高原の萬岳荘以外に有人の山小屋がなく主に無人の避難小屋があるが、北部と比べて訪れる登山者は少ない。

## 木曽山脈の山

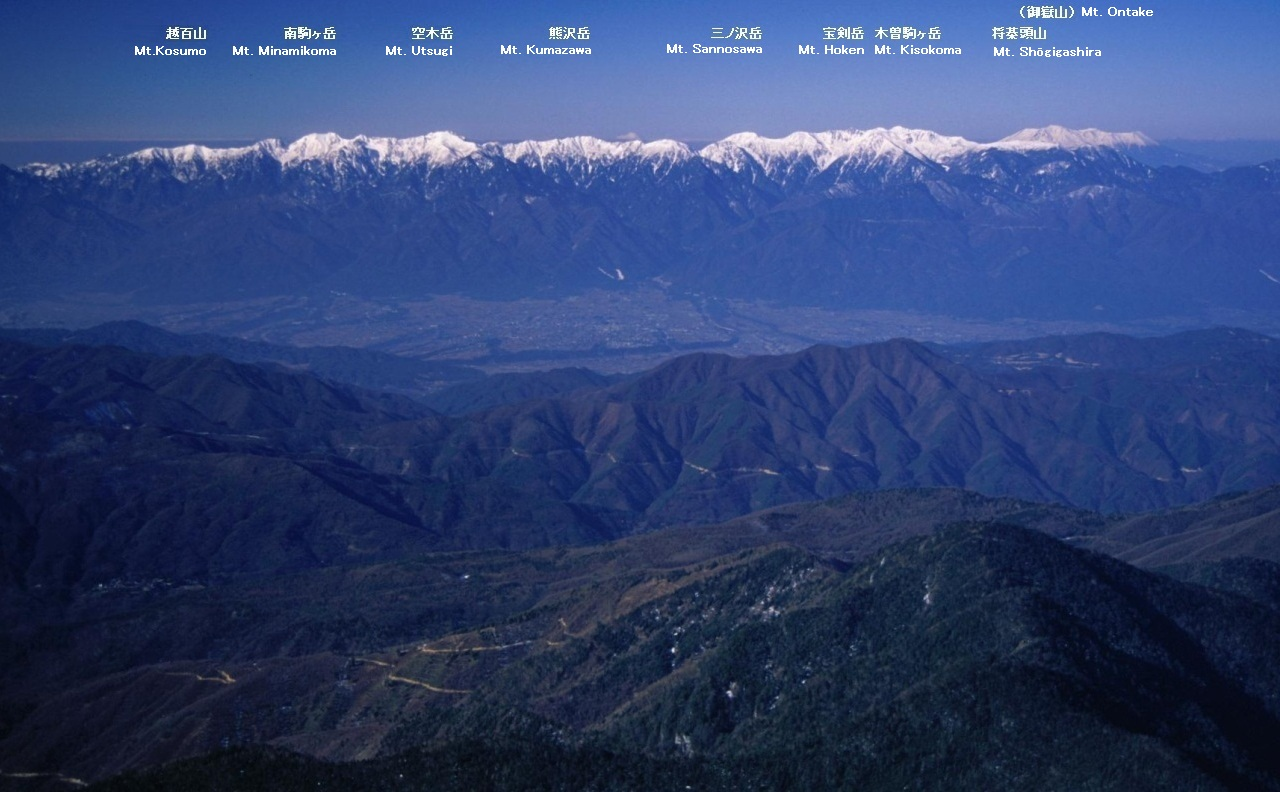
仙丈ヶ岳から望む木曽山脈

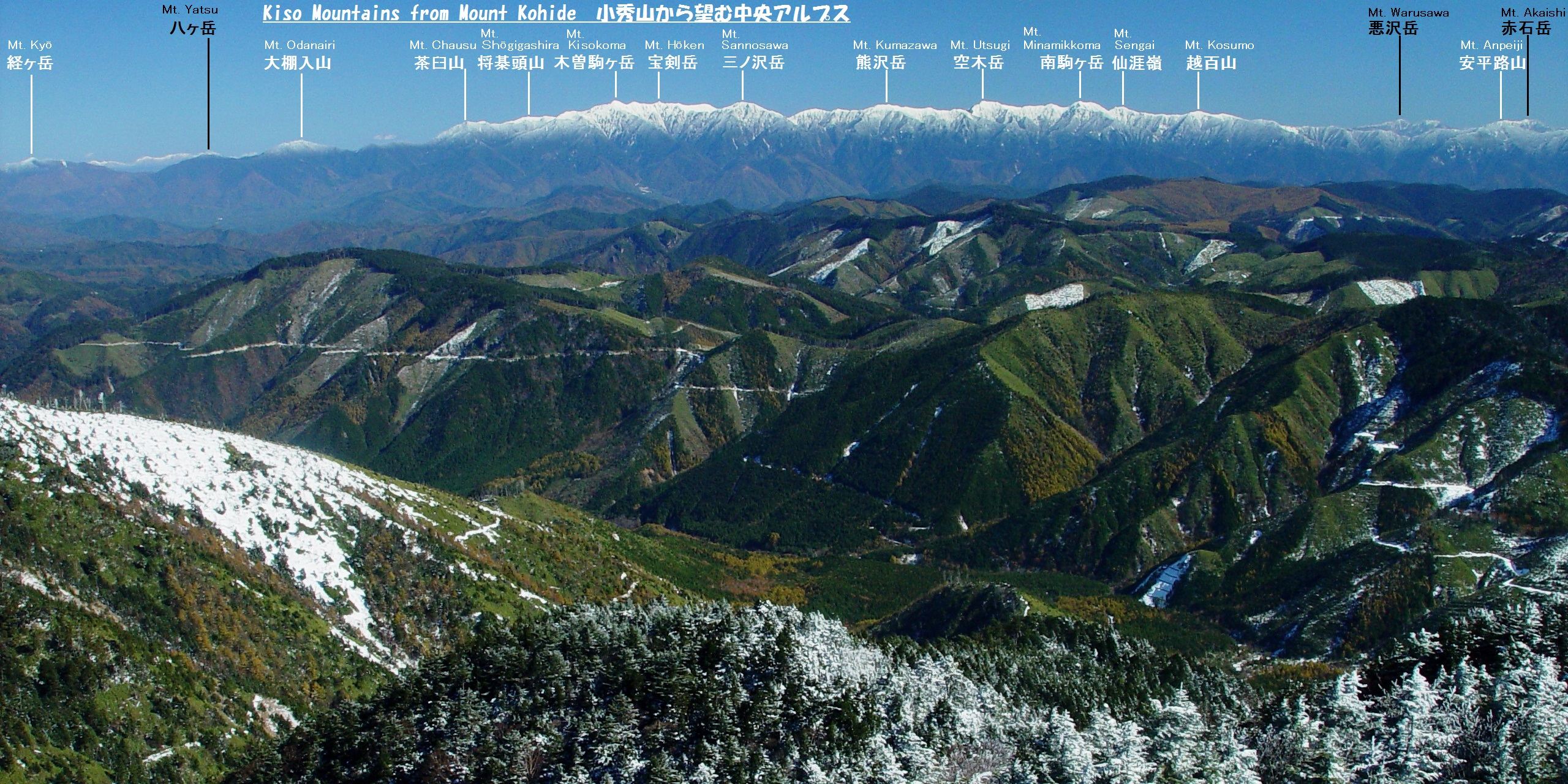
小秀山から望む木曽山脈

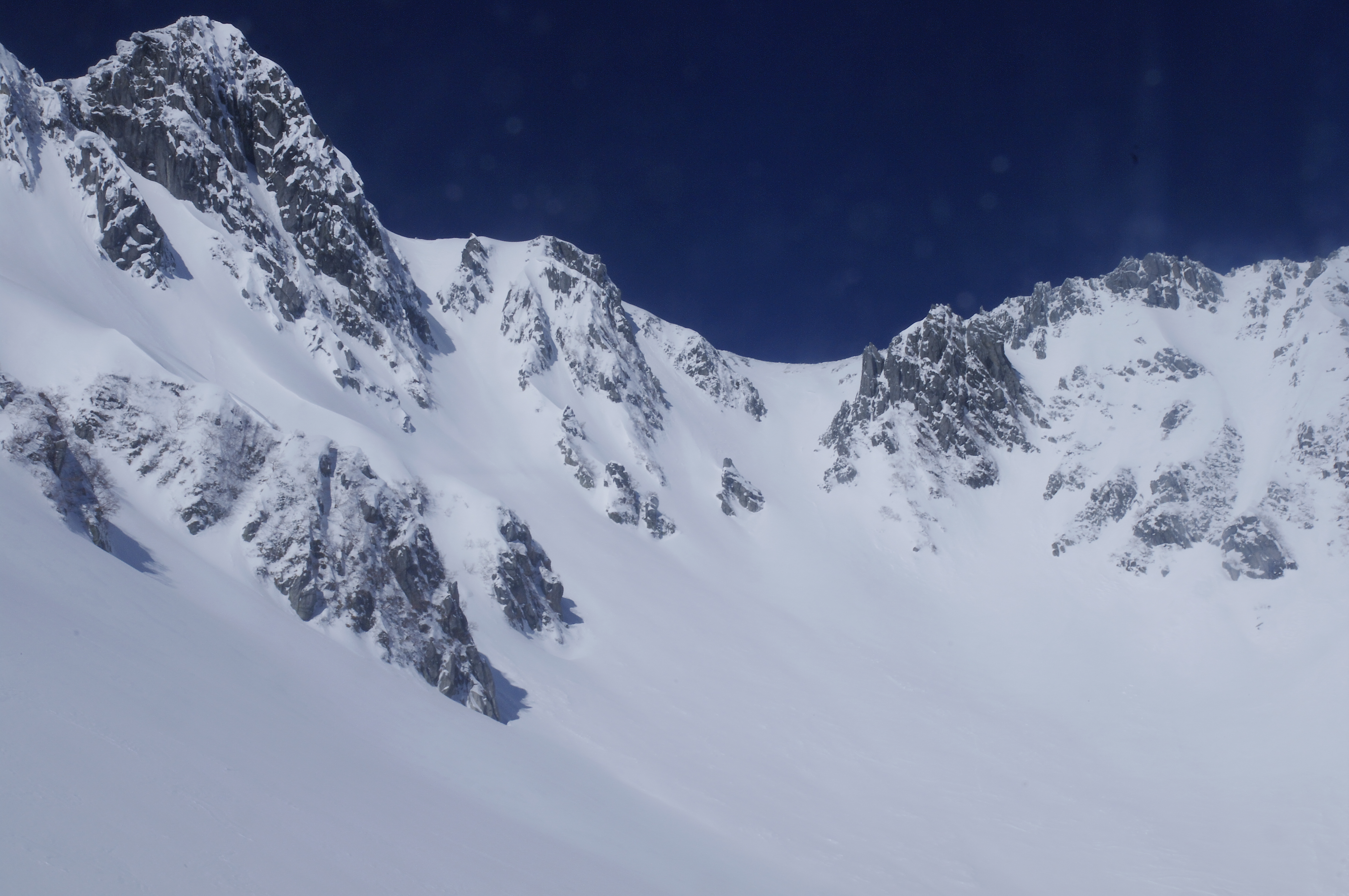
厳冬の木曽山脈
宝剣岳(左)と千畳敷カール

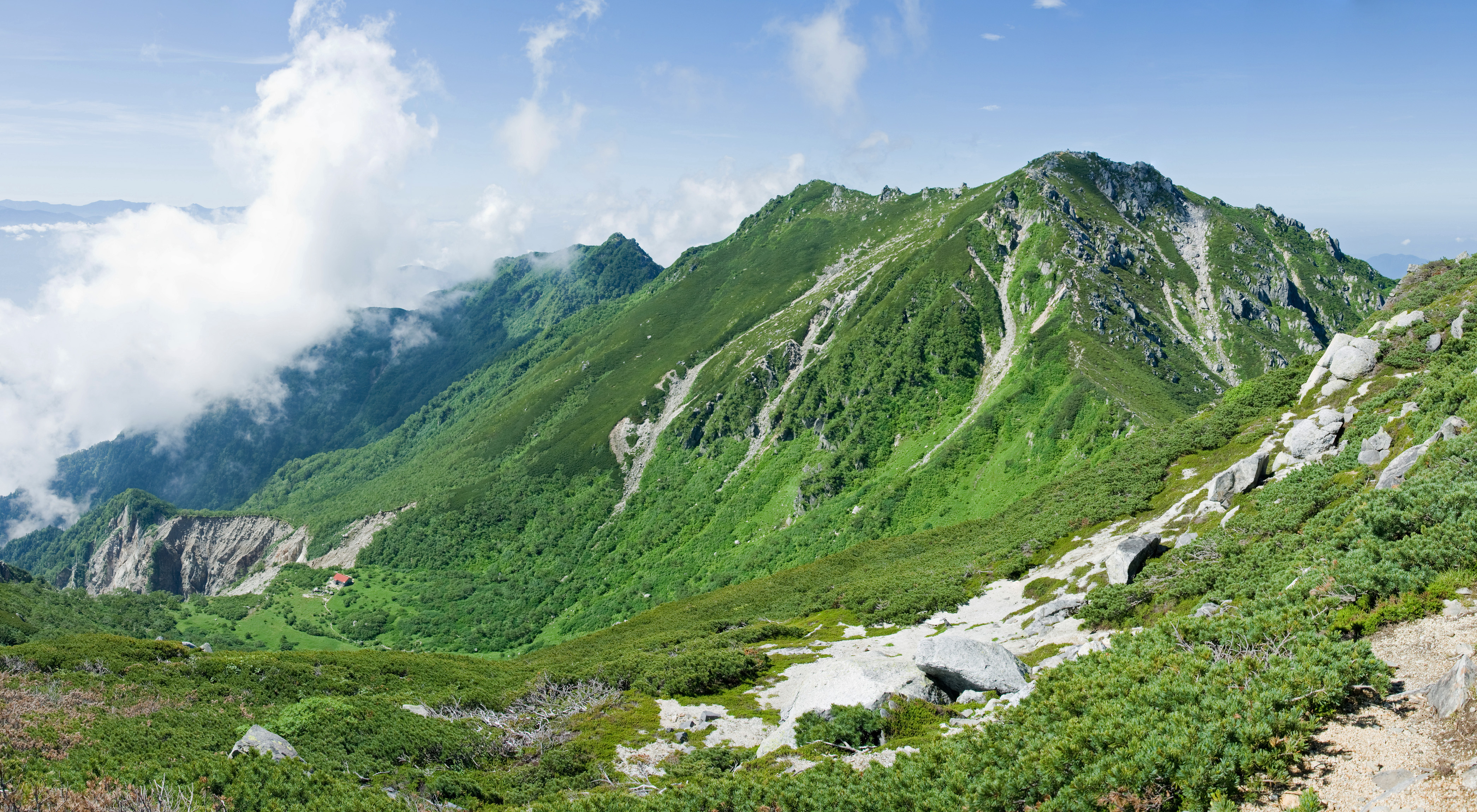
南駒ヶ岳と摺鉢窪カール 解説画像

### 主稜線の主な山
| 山容                                                    | 名称       | 標高 （m） | 三角点 等級           | 木曽駒ヶ岳からの 方角と距離（km） | 備考                        |
| ------------------------------------------------------- | ---------- | ---------- | --------------------- | --------------------------------- | --------------------------- |
|                                                         | 経ヶ岳     | 2,296.25   | 二等                  | 北 14.7                           | 日本二百名山                |
|                                                         | 大棚入山   | 2,375.21   | 二等                  | 北 6.5                            |                             |
| 北西山麓の木曽駒高原から望む麦草岳（2008年4月25日撮影） | 麦草岳     | 2,733.21   | 三等                  | 北西 1.9                          |                             |
|                                                         | 将棊頭山   | 2,730      |                       | 北東 2.9                          | 西駒山荘                    |
|                                                         | 木曽駒ヶ岳 | 2,955.95   | 一等                  | 0                                 | 木曽山脈の最高峰 日本百名山 |
|                                                         | 宝剣岳     | 2,931      |                       | 南南東 1.0                        |                             |
|                                                         | 三ノ沢岳   | 2,846.48   | 三等                  | 南南西 2.7                        |                             |
|                                                         | 檜尾岳     | 2,727.74   | 三等                  | 南 4.3                            |                             |
|                                                         | 熊沢岳     | 2,778      |                       | 南 5.6                            |                             |
|                                                         | 東川岳     | 2,671      |                       | 南 7.1                            | ひがしかわだけ              |
|                                                         | 空木岳     | 2,863.71   | 二等                  | 南 7.9                            | 日本百名山                  |
|                                                         | 赤椰岳     | 2,798      |                       | 南 9.3                            | あかなぎだけ                |
|                                                         | 南駒ヶ岳   | 2,841      |                       | 南 9.8                            | 日本二百名山                |
|                                                         | 仙涯嶺     | 2,734      |                       | 南 10.8                           | せんがいれい                |
|                                                         | 越百山     | 2,613.24   | 三等                  | 南 12.2                           | 日本三百名山                |
|                                                         | 奥念丈岳   | 2,303      |                       | 南 14.8                           |                             |
|                                                         | 安平路山   | 2,363.14   | 三等                  | 南 17.9                           | 日本二百名山                |
|                                                         | 摺古木山   | 2,168.52   | 一等                  | 南南西 20.5                       |                             |
|                                                         | 兀岳       | 1,636.16   | 三等                  | 南南西 27.8                       | はげだけ                    |
|                                                         | 富士見台   | 1,739      |                       | 南南西 37.5                       |                             |
|                                                         | 恵那山     | 2,191      | （一等） （2,189.81） | 南南西 42.9                       | 日本百名山                  |
|                                                         | 大川入山   | 1,907.74   | 二等                  | 南南西 47.5                       |                             |

### 前衛の山 (木曽)
| 山容 | 名称     | 標高 （m） | 三角点 等級         | 木曽駒ヶ岳からの 方角と距離（km） | 備考         |
| ---- | -------- | ---------- | ------------------- | --------------------------------- | ------------ |
|      | 風越山   | 1,698.50   | 二等                | 西南西 6.3                        |              |
|      | 糸瀬山   | 1,866.55   | 二等                | 南西 11.1                         |              |
|      | 南木曽岳 | 1,679      | （二等） (1,676.93) | 南西 26.3                         | 日本三百名山 |

### 前衛の山 (伊那)
| 山容 | 名称     | 標高 （m） | 三角点 等級 | 木曽駒ヶ岳からの 方角と距離（km） | 備考 |
| ---- | -------- | ---------- | ----------- | --------------------------------- | ---- |
|      | 烏帽子岳 | 2,194.47   | 二等        | 南 15.3                           |      |
|      | 念丈岳   | 2,290.65   | 三等        | 南 15.7                           |      |
|      | 風越山   | 1,535.08   | 二等        | 南 26.7                           |      |

## 地理

### 峠
以下の峠は、木曽川水系と天竜川水系との分水嶺となっている。
- 権兵衛峠　（国道361号）
- 木曽殿越　（東川岳と空木岳との鞍部）
- 大平峠（木曽峠）　（夏焼山と兀岳との鞍部、長野県道8号飯田南木曽線）
- 清内路峠
- 神坂峠　（富士見台と千両山との鞍部）
- 鳥越峠　（千両山と大判山との鞍部）

### 山脈を貫くトンネル
以下の山脈を貫く大規模なトンネルがある。 

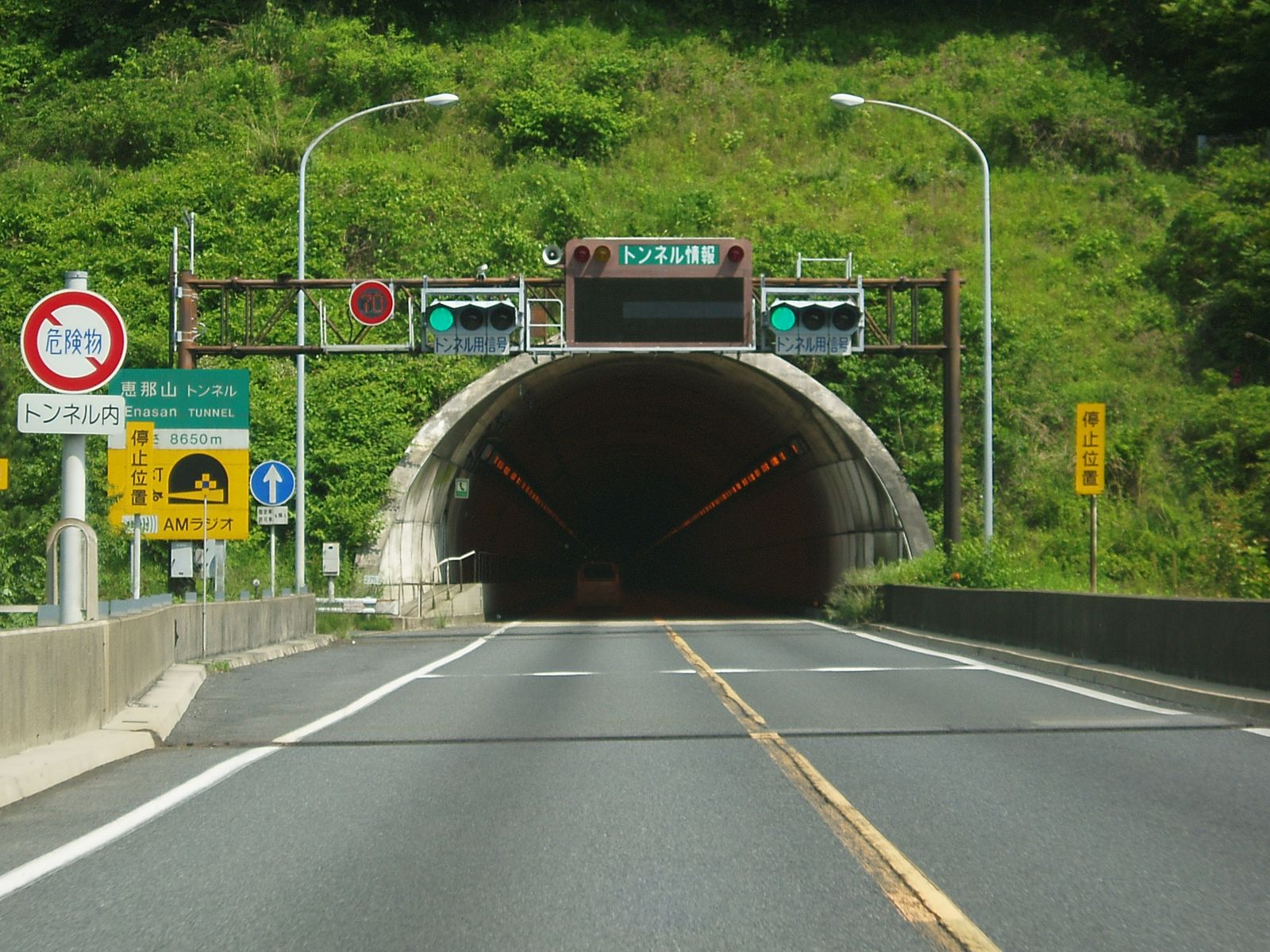
恵那山トンネル（上り線坑口）

- 権兵衛トンネル　（権兵衛峠道路・国道361号）
- 清内路トンネル　（国道256号）
- 恵那山トンネル　（中央自動車道）
- 中央新幹線　（構想中）

### スキー場
以下のスキー場が山麓や山上にある。
- 中央道伊那スキーリゾート
- 千畳敷スキー場
- 駒ヶ根高原スキー場
- 木曽駒高原スキー場 （閉鎖中）
- ヘブンスそのはらSNOW WORLD
- あららぎ高原スキー場
- 治部坂高原スキー場
- 平谷高原赤坂スキー場

## 関連画像

### 木曽山脈の風景

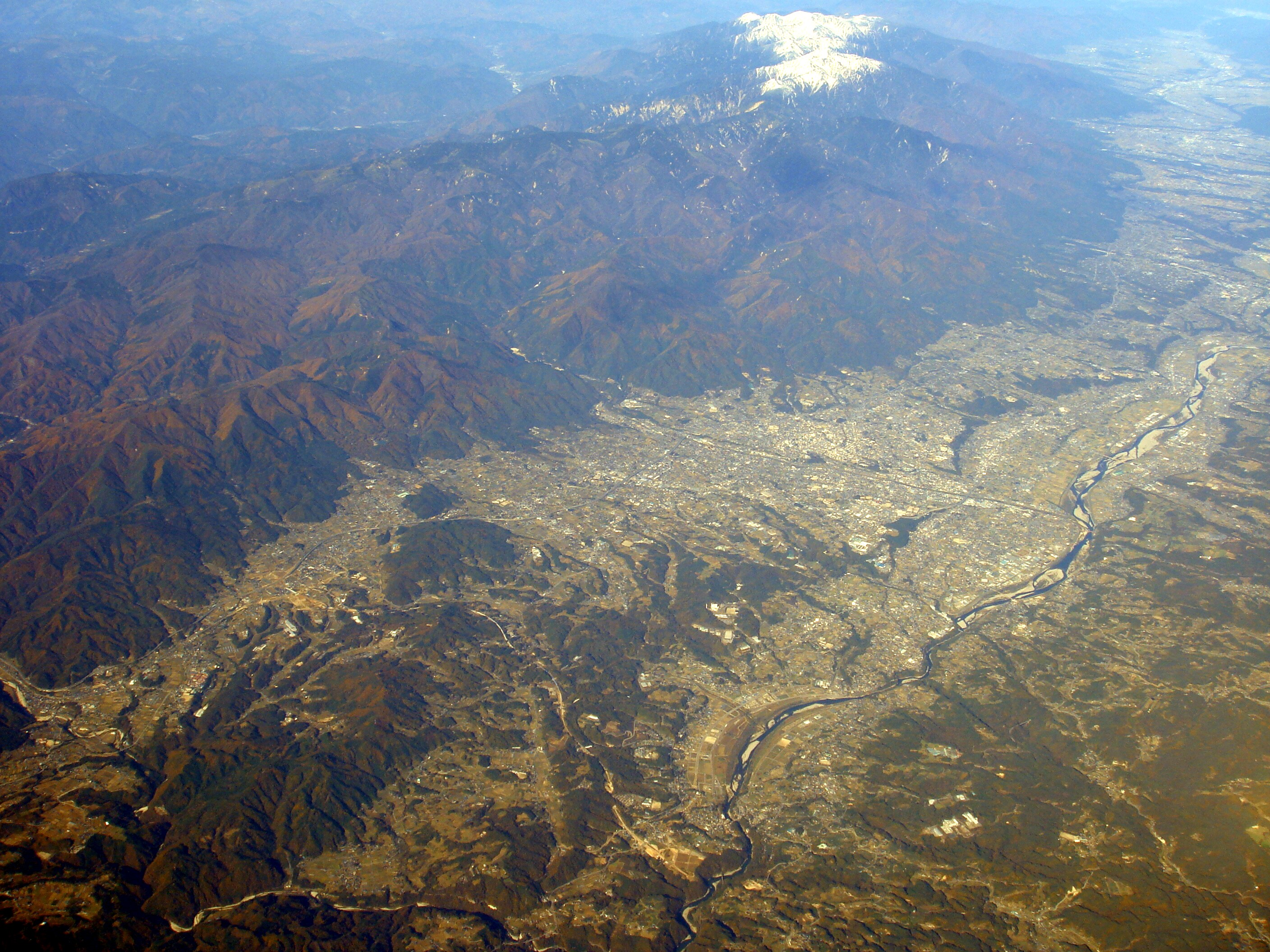
木曽山脈南部と飯田市街 上空から望む
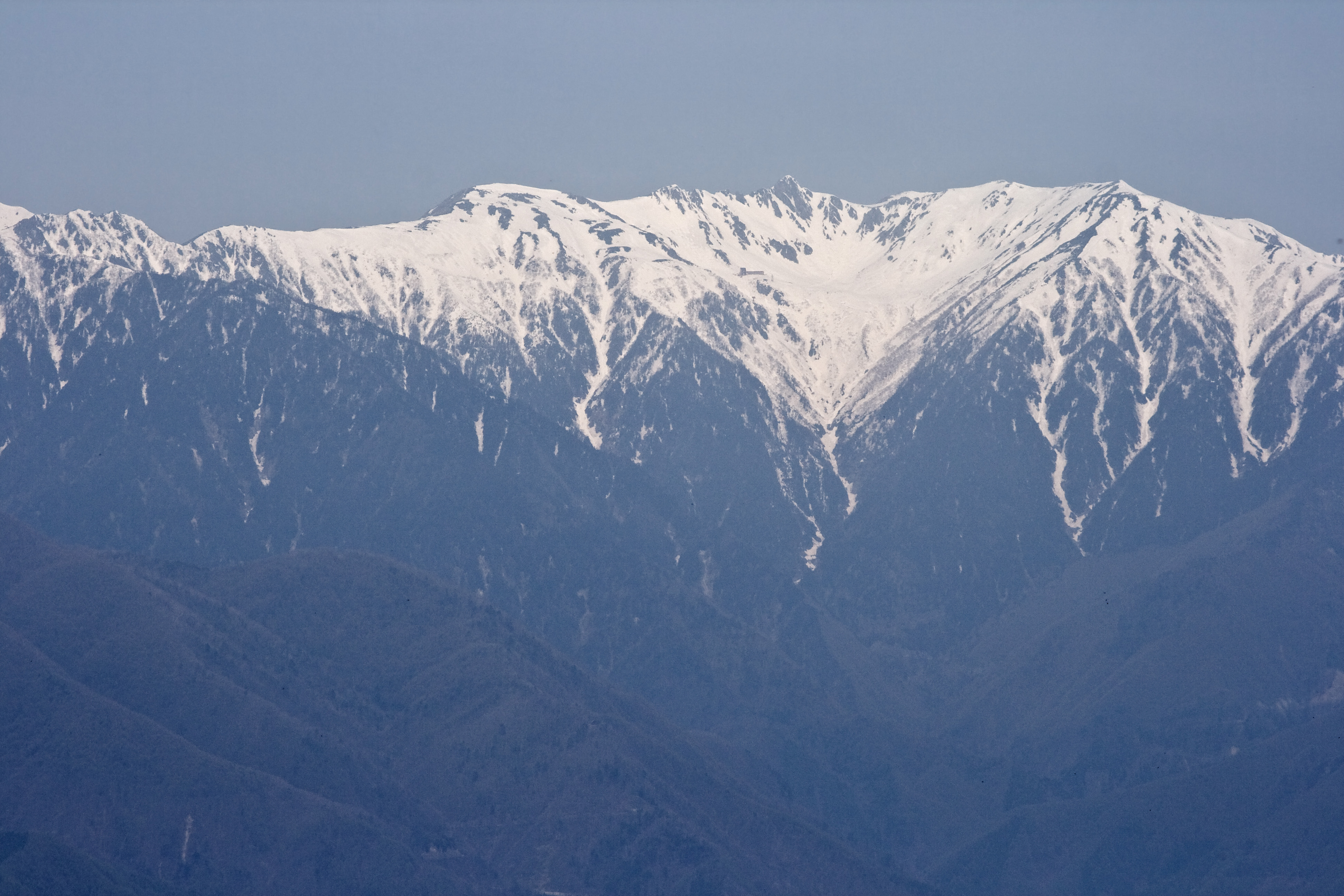
宝剣岳と千畳敷カール 陣馬形山から望む
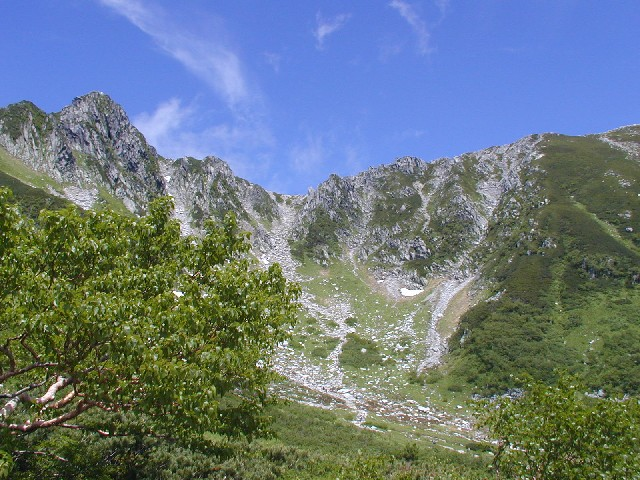
千畳敷カール 千畳敷駅方面から望む
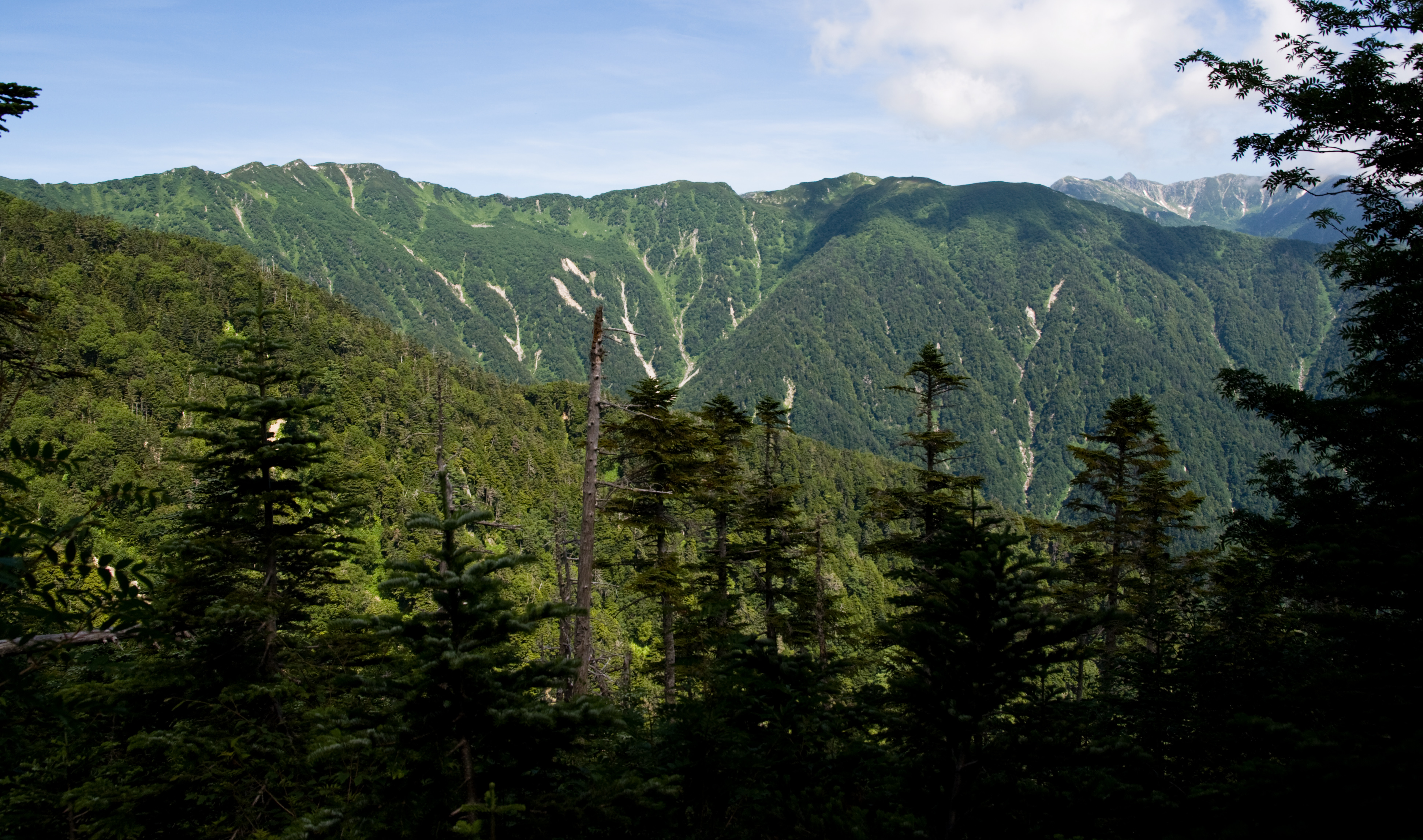
木曽山脈主稜線 池山尾根から望む

## 関連図書
- 『木曽山脈を歩く』　山と溪谷社、1994年、ISBN 4-635-17074-8
- 『ヤマケイ　アルペンガイド　木曽山脈』　山と溪谷社、2000年、ISBN 4-635-01320-0
- 『木曽山脈 （花の山旅）』　山と溪谷社、2000年、ISBN 4-635-01408-8
- 『山の軍曹カールを駆ける―木曽山脈遭難救助の五十年』　山と溪谷社、2002年、ISBN 4-635-14002-4
- 『木曽山脈』　信濃毎日新聞社、2004年、ISBN 4-784-09966-2
- 『三省堂 日本山名事典』　三省堂、2004年、ISBN 978-4-385-15404-6
- 『木曽山脈 （写真でたどる山と花の旅）』　ほおずき書籍、2005年、ISBN  4-434-06206-9
- 『新日本山岳誌』　日本山岳会（編）、ナカニシヤ出版、2005年、ISBN  4-7795-0000-1
- 『ヤマケイ　アルペンガイド　木曽山脈　御嶽山・白山』　山と溪谷社、2009年、ISBN 978-4-635-01359-8
- 『山と高原地図 木曽駒・空木岳 木曽山脈』　昭文社、2010年、ISBN 978-4-398-75720-3
- 『新・分県登山ガイド（改訂版）　長野県の山』　山と溪谷社、2010年、ISBN  978-4-635-02365-8
- 『（改訂新版）　名古屋周辺の山』　山と溪谷社、2010年、ISBN  978-4-635-18017-7
- 『東海・北陸の200秀山　下（東海・信州編）』　中日新聞社、2010年、ISBN  978-4-8062-0599-9
- 『木曽山脈の山旅　地形・地質観察ガイド』　飯田市美術博物館